# 李樹廷
李 樹廷（イ スジョン、이수정、1842年 - 1886年6月）は、韓国最初のプロテスタント教会の受洗者のひとりとされている人物で、朝鮮での最初のプロテスタント宣教のきっかけと初の朝鮮語訳聖書を作った人物。

## 生涯

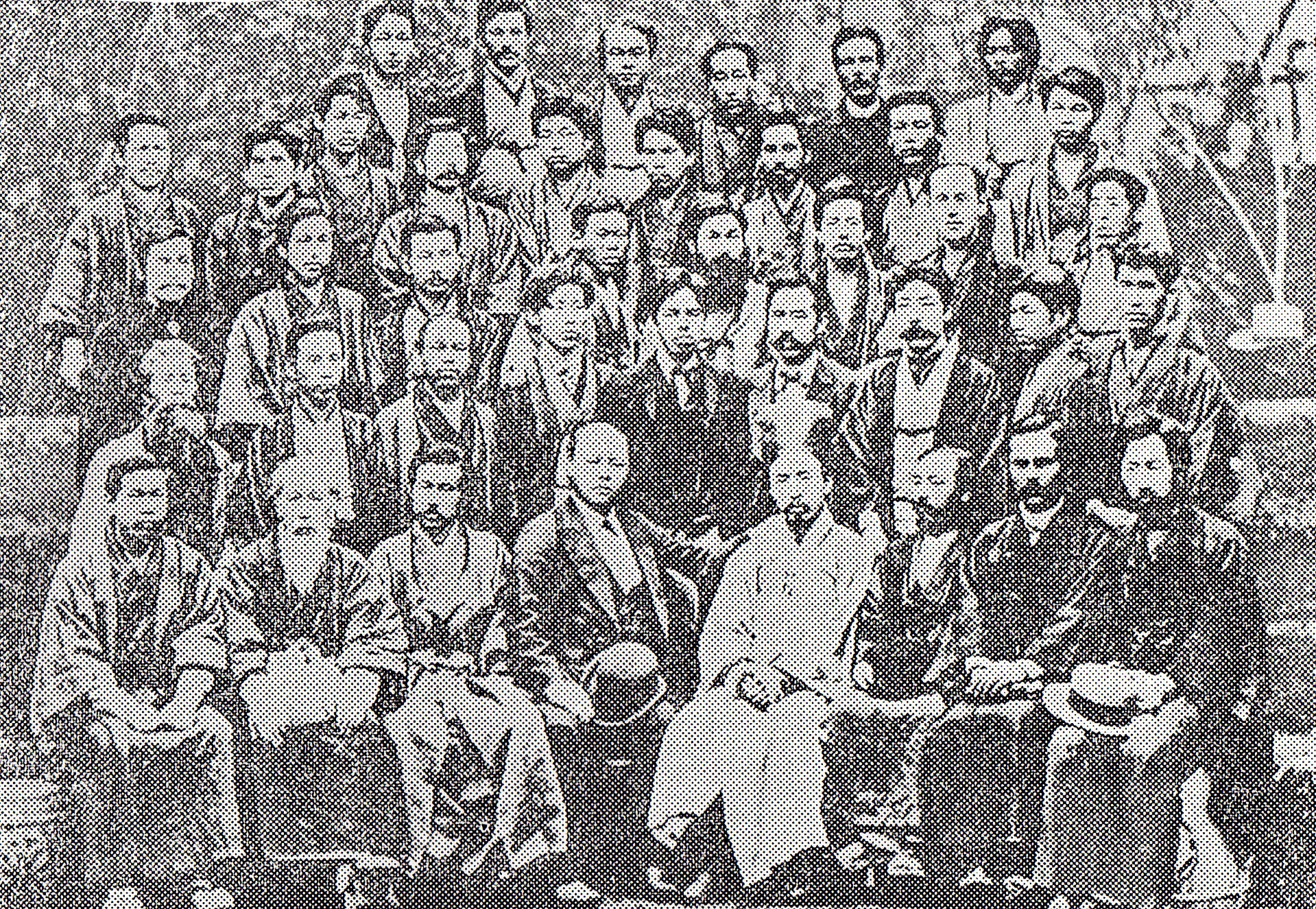
1883年5月12日九段坂写真館での弟三回全国基督信徒大親睦会幹部の記念写真、李は最前列右より4人目、左から4人目が津田仙である。

### 朝鮮の役人時代
1842年李氏朝鮮の名門の家に生まれる。李樹廷は弘文館の校理出身の官僚で、壬午軍乱の際に、明成皇后を危機から救う。その功労者として高宗皇帝の配慮により、日本で遊学することになる。

### 日本遊学
1882年(明治15年)9月20日に、修信使朴泳孝の非公式随員として来日し、そのまま東京に滞在し遊学する。すぐに、友人の農学者安宗洙の紹介で、12月に元幕臣でクリスチャンの津田仙を訪ねる。そこで、漢訳聖書を読みキリスト教に目が開かれる。津田に誘われて東京新栄橋教会(現 日本基督教団新栄教会)のクリスマス礼拝に参加する。
そして、米国宣教師ジョージ・ウィリアム・ノックス、安川亨牧師に紹介されて、熊本バンドの長田時行牧師に聖書を学ぶ。また、メソジスト教会のロバート・S・マクレイ宣教師とも親交を結ぶ。

### 受洗後の活動
1883年(明治16年)4月9日、露月町教会(現 日本基督教団芝教会)で安川亨牧師よりキリスト教の洗礼を受ける。李らの受洗がきっかけで朝鮮安息日学校が開設される。また、30人あまりの留学生により朝鮮人学校が設立される。李は東京滞在中い聖書研究会を設け、礼拝を守る。それらが、後に1908年(明治41年)の在日大韓基督教会の設立につながる。
1883年5月の東京新栄橋教会を会場として行われた第三回全国基督教信徒大親睦会に参加する。大会中の礼拝では朝鮮語で祈りを捧げ、日暮里の野外親睦会に参加した際漢文で、ヨハネによる福音書14章を元に信仰告白をする。最終日5月12日午前8時に九段坂の鈴木真一の写真館で記念撮影をする。その記念写真では最前列中央に津田仙と並んで写っている。
修信使孫鵬九の後任として東京外国語学校(現、東京外国語大学)の教師に就任し、2年の任期で朝鮮語を教えた。また、在日中に東京外国語学校の教科書、学習教科書を含めて、漢文小説の日本復刊に参加するなどの著作活動をも行う。
翌年、1884年(明治17年)四福音書を懸吐漢韓(朝漢文)版で出版する。1885年(明治18年)にはアメリカ聖書協会より朝鮮語のハングル表記の『マルコによる福音書』が出版される。同じく1885年にG・W・ノックスとH・ルーミスの協力のもと、李樹廷が手紙を書いて、アメリカに宣教師の派遣を要請する。その、結果来日した2名のアメリカ人宣教師に自分が翻訳した聖書を元に朝鮮語を2カ月間教える。

### 帰国後
1886年(明治19年)6月に李は韓国に帰国するが、官憲に逮捕され殉教したと伝えられる。
2015年(平成27年)6月30日に李樹廷の朝鮮語聖書の出版を記念して「李樹廷・聖書翻訳130周年記念シンポジウム」が東京で開催される。

## 功績

### 朝鮮語の信仰告白
1883年5月の東京新栄橋教会を会場として行われた第三回全国基督教信徒大親睦会でのヨハネの福音書14章を元にした信仰告白は、李により漢詩に要約され、西京教会（現、京都教会）の新島襄に贈呈され、現存する。この信仰告白は朝鮮プロテスタント・キリスト者最初の信仰告白文として神学的歴史的意義が深いと言われる。

### 朝鮮語聖書翻訳
アメリカ聖書協会のヘンリー・ルーミス宣教師に薦めで、朝鮮語訳聖書の翻訳を始め、2カ月で『馬加福音』(マルコの福音書)はほとんど翻訳を終える。翌年、1884年(明治17年)『馬太福音』、『馬加福音』、『路加福音』、『約翰福音』、『使徒行伝』を懸吐漢韓(朝漢文)版で出版する。1885年にアメリカ聖書協会より朝鮮語のハングル表記の『新約馬可伝福音書諺解』（マルコによる福音書）が6,000部出版される。これらは、プロテスタント教会史における朝鮮語訳聖書の最初のものである。

### 朝鮮宣教要請
G・W・ノックスとH・ルーミスが協同し、李樹廷の名前で、アメリカに宣教師の派遣を要請する。その要請に応じて、米国のメソジスト教会のH・G・アペンゼラーと同じく長老派のH・G・アンダーウッドが1885年(明治18年)に来日する。李は2名に朝鮮語を教える。2カ月後のイースターより、2人の米国人宣教師は韓国の仁川で李樹廷訳の聖書を用いてプロテスタント伝道を開始する。李の活動がプロテスタント朝鮮宣教の礎を作った。